# Ri動詞
ri動詞（アイスランド語:ri-sagnir）はアイスランド語で過去現在動詞以外では他にない、混合変化(is) をする動詞で、過去時制においてriで終わる4つの動詞のことである。
この4つの動詞とは、gróa (治る 育つ), núa (こする、ふく), róa (漕ぐ) 及び snúa (回る)のことである。
ri動詞のもうひとつの特徴は、アイスランド教育省によると、直説法過去1人称単数でé（イェ）と書かれているように発音するのに、eと綴ることである。 
ri動詞の基本形（principal parts）は以下の通り。
なお、aðは英語のtoに当たる。
| 第1基本形        | 第2基本形                | 第3基本形                               |
| 不定詞（原形）   | 直説法過去1人称単数      | 過去分詞                                |
| ---------------- | ------------------------ | --------------------------------------- |
| Að snúa（回る）  | Ég sneri（私は回った）   | Ég hef snúið （私は回った（完了形））   |
| Að gróa （治る） | Ég greri (私は治った）   | Ég hef gróið （私は治った（完了形））   |
| Að núa (こする)  | Ég neri (私はこすった)   | Ég hef núið （私は こすった（完了形）） |
| Að róa （漕ぐ）  | Ég reri （私は 漕いだ'） | Ég hef róið （私は 漕いだ（完了形））   |

アイスランド大学辞書（Dictionary of University of Iceland,Orðabók Háskólans）と学校・会社用アイスランド語辞書（Icelandic Dictionary for schools and offices,Íslensk orðabók: fyrir skóla og skrifstofur）では依然として、sneriの別の正書法として、snériを挙げている。